# Фиени
Фие́ни (рум. Fieni) — город в Румынии в составе жудеца Дымбовица.

## История
Долгое время это была обычная сельская местность.
В 1968 году коммуна Фиени получила статус города.